# SpVgg Kaufbeuren
Die Spielvereinigung Kaufbeuren ist ein Fußballverein aus dem bayerischen Kaufbeuren.

## Geschichte
Die Spielvereinigung geht auf die am 8. August 1858 gegründete Turnfeuerwehr Kaufbeuren zurück, die sich später in Turnvereinigung Kaufbeuren umbenannte. 1909 entstand im Turnverein eine Fußballabteilung, die sich 1920 als Spielvereinigung Kaufbeuren abspaltete und seither als eigenständiger Verein firmiert.
Erstmals machte die Spielvereinigung 1940 überregional auf sich aufmerksam, als sie an der Vorqualifikation für die Aufstiegsspiele zur Gauliga Bayern teilnahm. Dort verpasste sie jedoch durch zwei deutliche Niederlagen gegen SSV Schwaben Augsburg die Entscheidungsspiele. Anschließend spielte die Mannschaft wieder vornehmlich in den unteren Spielklassen, 1958 stieg sie in die seinerzeit drittklassige Amateurliga Bayern auf. Als Aufsteiger erreichte sie in ihrer ersten Saison auf dem Spielniveau in der Südstaffel hinter Schwaben Augsburg die Vizemeisterschaft, hatte aber am Saisonende mit zehn Punkten Abstand einen deutlichen Rückstand. In den folgenden Jahren platzierte sich der Verein regelmäßig im mittleren Tabellenbereich, verpasste bei Einführung einer eingleisigen Amateurliga 1963 als Tabellenachter die Qualifikation für die neue Liga und wurde in die Landesliga Süd zurückgestuft. Als Vizemeister hinter der TSG Augsburg 85 scheiterte die Mannschaft 1964 knapp an der direkten Rückkehr in die Drittklassigkeit, dies wurde in der Folgesaison als Meister mit sechs Punkten Vorsprung vor der Amateurmannschaft des seinerzeitigen Bundesligisten TSV 1860 München nachgeholt. Der junge Franz „Bulle“ Roth war einer der Spieler der Aufstiegsmannschaft, der aber 1966 zum FC Bayern wechselte, wo er einer der Stars der ersten goldenen Ära des Vereins wurde.
Mit einer nahezu komplett ausgeglichenen Bilanz – 13 Siegen standen 13 Niederlagen gegenüber, bei 72 erzielten Toren hatte man 73 Tore kassiert – hielt die SpVgg Kaufbeuren in der Spielzeit 1965/66 als Tabellenachter die Klasse, in der folgenden Spielzeit fehlten jedoch auf dem drittletzten Rang sechs Punkte zum Klassenerhalt. Mit sieben Punkten Vorsprung auf den MTV Ingolstadt kehrte die Mannschaft als Landesliga-Meister direkt zurück, erneut währte der Aufenthalt in der dritten Liga nur zwei Spielzeiten, und mit nur zwei Saisonsiegen und 108 kassierten Toren war die Mannschaft 1970 deutliches Schlusslicht der Liga am Saisonabschluss. Dieses Mal platzierte sich der Absteiger lediglich im Tabellenmittelfeld und kehrte erst 1972/73 wieder ins Aufstiegsrennen zurück, als Tabellenvierter fehlten am Ende drei Punkte auf den Landesliga-Meister, die Reserve des FC Bayern München. Im Sommer 1974 beendete die Spielvereinigung die Spielzeit jedoch ihrerseits als Tabellenerster, wiederum spielte sie zwei Jahre in der Amateurliga.
Als Absteiger reichte es für die SpVgg Kaufbeuren zum siebten Tabellenplatz, in der Spielzeit 1977/78 trennten sie gar nur drei Punkte von einem Abstiegsplatz. In den folgenden Jahren waren die Endergebnisse wechselhaft, 1982 hatte die Mannschaft als Tabellendritter zwölf Punkte Rückstand auf Meister FC Wacker München, und 1986 folgte der Abstieg in die Fünftklassigkeit.
Die nach Franz Roth wohl bedeutendste Persönlichkeit, die dem Verein entstammt, ist der langjährige Bundesligaschiedsrichter Hermann Albrecht, der neben zahlreichen Länder- und Europapokalspielen auch das Finale des DFB-Pokal 2000/01 leitete.
Seit der Saison 2019/20 nimmt der Verein unter der Bezeichnung Futsal Allgäu am Futsal-Spielbetrieb teil. Die Futsal-Abteilung entstand  2019 durch Übernahme der zur Saison 2018/19 unter der Bezeichnung BSK Futsal Allgäu gegründeten Futsal-Abteilung des BSK Olympia Neugablonz. Nach dem Abstieg aus der sechstklassigen Landesliga Bayern Südwest im Jahr 2021 spielte die Spielvereinigung in der Bezirksliga Schwaben Süd. 